# May Larsson
May Larsson, egentligen Maj Hildegard Larsson, född 5 november 1940, är en svensk författare. Hon debuterade 1981 med När allt ligger öppet . Hon har tidigare arbetat som förskollärare.

## Priser och utmärkelser
- 1987 – Rörlingstipendiet
- 1988 – Landsbygdens författarstipendium